# 199. pehotna brigada (ZDA)
199. pehotna brigada (izvirno angleško 199th Infantry Brigade) je bila pehotna brigada Kopenske vojske Združenih držav Amerike.

## Odlikovanja
- Valorous Unit Award
- Meritorious Unit Commendation
- Križec viteštva s palmo
- Medalja časti za civilno akcijo